# Coda (música)

Figura 1. Coda.

Una coda, en el ámbito de la música, es un préstamo lingüístico del italiano que significa literalmente «cola». En este contexto puede hacer referencia a diversos conceptos:
- Es una sección musical al final de un movimiento, a modo de epílogo. Técnicamente se trata de una cadencia expandida. Con lo cual, puede ser tan simple como unos pocos compases o alcanzar tal complejidad que constituya una sección entera.[4][5]
- Es un signo musical que se emplea en notación para señalar determinados puntos de referencia cuando se quiere indicar una repetición (ver Figura 1).[6]

## Como sección musical

### En música clásica occidental

#### Edad Media
En la Edad Media era conocida como cauda, caudae y caude, formando éstas expresiones la raíz latina del término "coda". Se trataba de un largo melisma añadido en una de las últimas sílabas del texto que se repite en cada estrofa. Estos añadidos se realizaban en otras piezas para embellecerlas. 
Las caudae fueron especialmente importantes en los conductus, donde se insertaban habitualmente al comienzo o final. Aunque también podían incorporarse en cualquier punto intermedio. Los conducti tradicionalmente se dividen en dos grupos: conductus cum cauda y conductus sine cauda (del latín: "conductus con cola", "conductus sin cola") en función de la presencia o ausencia del melisma. Por lo tanto, la cauda asumía un papel conclusivo similar al de la coda moderna. Asimismo, introducían elementos de contraste y variedad que daban salida a la creatividad de los compositores. 
Para ampliar información sobre este concepto véase el artículo cauda.

#### Barroco
Durante el Barroco solía asumir una función meramente conclusiva. En la música escrita antes de 1750 el término se aplicaba principalmente a la parte final de la forma canon. También se aplicaba tras la última aparición del sujeto de una fuga se agregaba una coda relativamente corta que guiaba la música hacia el final.

#### Clasicismo
Fue en el Clasicismo, especialmente con Beethoven, cuando la coda ganó en importancia. La presencia de una coda como elemento estructural en un movimiento musical es especialmente evidente en las obras escritas en determinadas formas musicales. Durante este periodo se pueden encontrar codas en las composiciones escritas en forma rondó, scherzo y en especial, en la forma sonata y en los movimientos de variación. 
- En un movimiento en forma sonata la sección de recapitulación, en general sigue a la exposición en su contenido temático, mientras que se adhiere a la tonalidad principal. La recapitulación suele terminar con un pasaje que suena como una conclusión, en paralelo con la música que finalizó la exposición. Por lo que cualquier música que venga después de esta resolución será percibida como material extra, es decir, como una coda.
- En la variación la coda se produce después de la última variación y resultará muy perceptible como el primer material musical no basado en el tema.

Los compositores anteriores a Beethoven las empleaban para incrementar la sensación de conclusión y de simetría musical.
Se pueden encontrar muestras de codas en la producción musical de Mozart, por ejemplo en el último movimiento o Rondo Alla Turca (Marcha Turca) de la Sonata en no. 11 en La Mayor. Se trata de un movimiento en La Mayor de la sonata. En el Rondo Alla Turca constituye una sección sincopada con un sinfín de acordes mayores de La. 
Una de las formas en que Beethoven intensificó y extendió la práctica clásica fue ampliar las secciones de coda, produciendo una sección final a veces de un peso musical igual a las secciones previas de exposición, desarrollo y recapitulación; y completando el discurso musical . Como ejemplo célebre está la Sinfonía n.º 8.
Ya fuera con fines dramáticos o para crear un determinado clima previo al final de la obra, el compositor alemán las utilizó de forma continuada desde sus primeras partituras, como en la Sonata para piano n.º 3 Op. 2 de 1795. En algunos casos empleaba elementos temáticos utilizados en la obra. Tras él, la forma sonata adoptó la coda como algo casi inherente y durante todo el Romanticismo se utilizó con diversos fines.

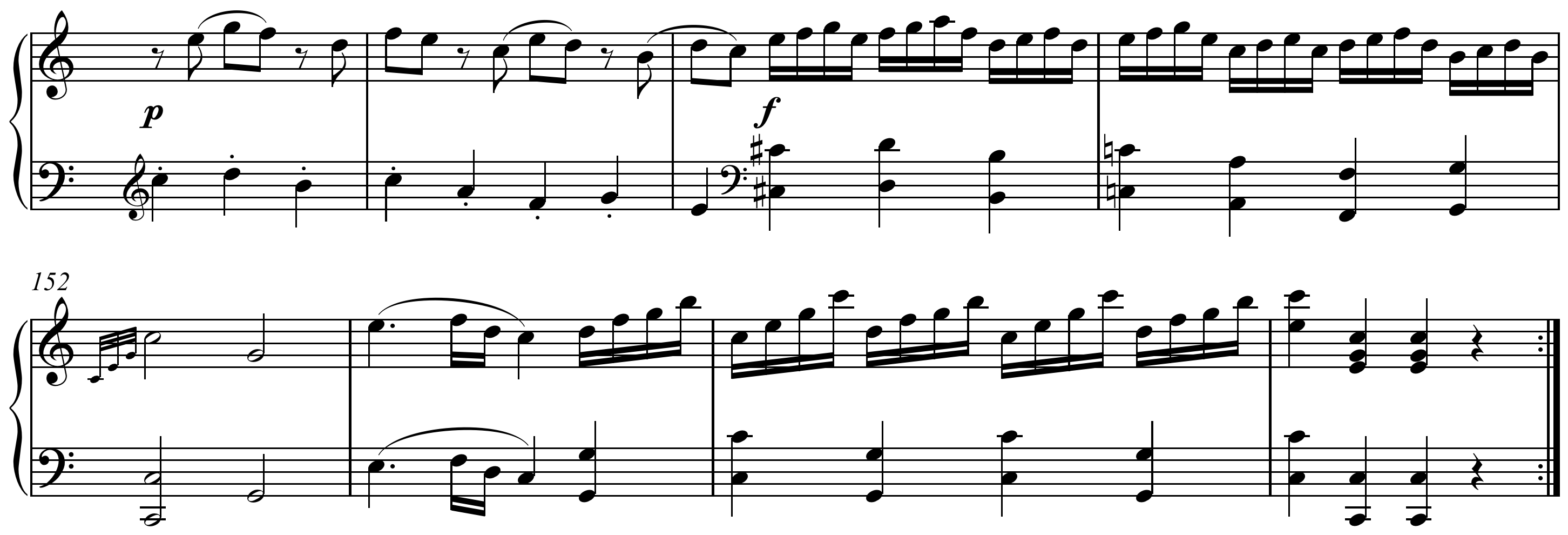
Figura 2. Coda de la Sonata en Do Mayor, K. 309, I, cc. 148-155 de Mozart.

Suele utilizar el primer tema musical de la obra para dar más peso a la cadencia final. 
Es erróneo pensar en la coda como algo accesorio a la obra, ya que en la mayoría de los casos ejerce una función vital para la música.

### En música popular
Muchas canciones de rock así como en otros géneros y formas de música popular tienen secciones identificables como «codas». Una coda en estos contextos puede denominarse a veces un «outro»; mientras que en el terreno de la música jazz y en la música de iglesia moderna se le llama «tag».

### Codetta
Codetta es un término italiano en diminutivo que significa "colita". Tiene un propósito similar a la coda, pero en menor escala, concluyendo una sección de una obra en lugar de concluir la obra como un todo. Una codetta típica concluye las secciones de exposición y recapitulación de una pieza escrita en la forma sonata, a continuación del segundo tema (modulado) o bien del tema de cierre (si lo hay). Así pues, en la exposición suele aparecer en la tonalidad secundaria, pero en la recapitulación lo hace en la tonalidad principal. La codetta normalmente se cierra con una cadencia perfecta en el tono pertinente confirmando así la tonalidad. Si la exposición se repite, la codetta se repite también. Aunque en ocasiones su final sea ligeramente modificado, dependiendo de si se dirige de nuevo a la exposición o a las secciones de desarrollo.

## Como signo musical
En notación musical el símbolo de coda, que se asemeja a un visor o mirilla cruzada, se emplea como un marcador de navegación de modo similar a la indicación Dal Segno. 
La expresión Al Coda indica que, una vez que se alcance ese punto durante la repetición final, el intérprete debe saltar inmediatamente a la sección separada marcada con un símbolo de coda. Por ejemplo, esto puede ser utilizado para dotar de un final especial al último verso de una canción.
La coda se aplica conjuntamente con otras dos indicaciones para determinar las repeticiones a realizar en una partitura: Da Capo y Dal Segno.

### Da Capo al Coda
Da Capo al Coda, abreviado como D.C. al Coda, significa literalmente "de la cabeza a la cola". Indica al intérprete que debe repetir la pieza desde el principio, continuar tocando hasta llegar al primer símbolo de coda. Después debe pasar directamente hasta donde esté el segundo símbolo de coda y continuar tocando desde ahí hasta el final.

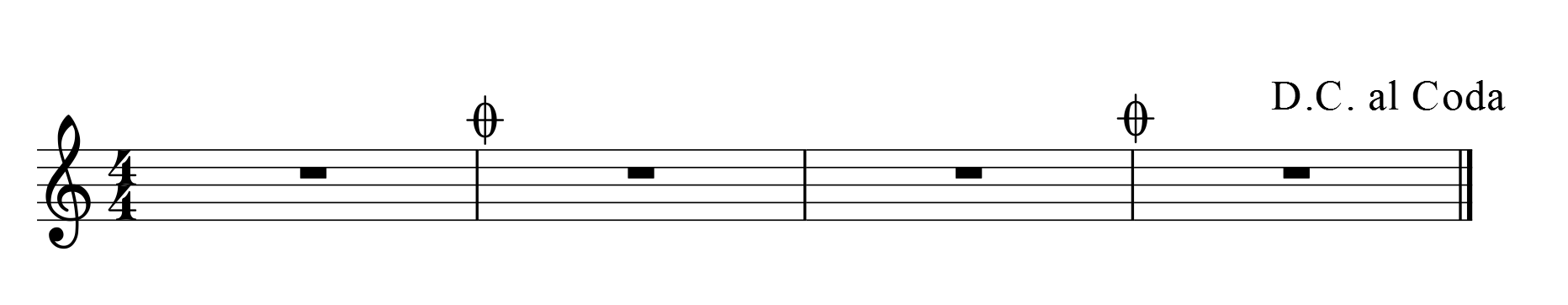
Figura 3. Da Capo al Coda. La interpretación de los cuatro compases sería en este orden: 1-2-3-4-1-4.

### Dal Segno al Coda
Dal Segno al Coda, abreviado como D.S. al Coda, significa literalmente "del signo a la cola". Indica al músico que debe repetir la pieza desde la señal o «segno», continuar tocando hasta llegar al primer símbolo de coda. Después debe pasar directamente hasta donde esté el segundo símbolo de coda y continuar tocando desde ahí hasta el final. 

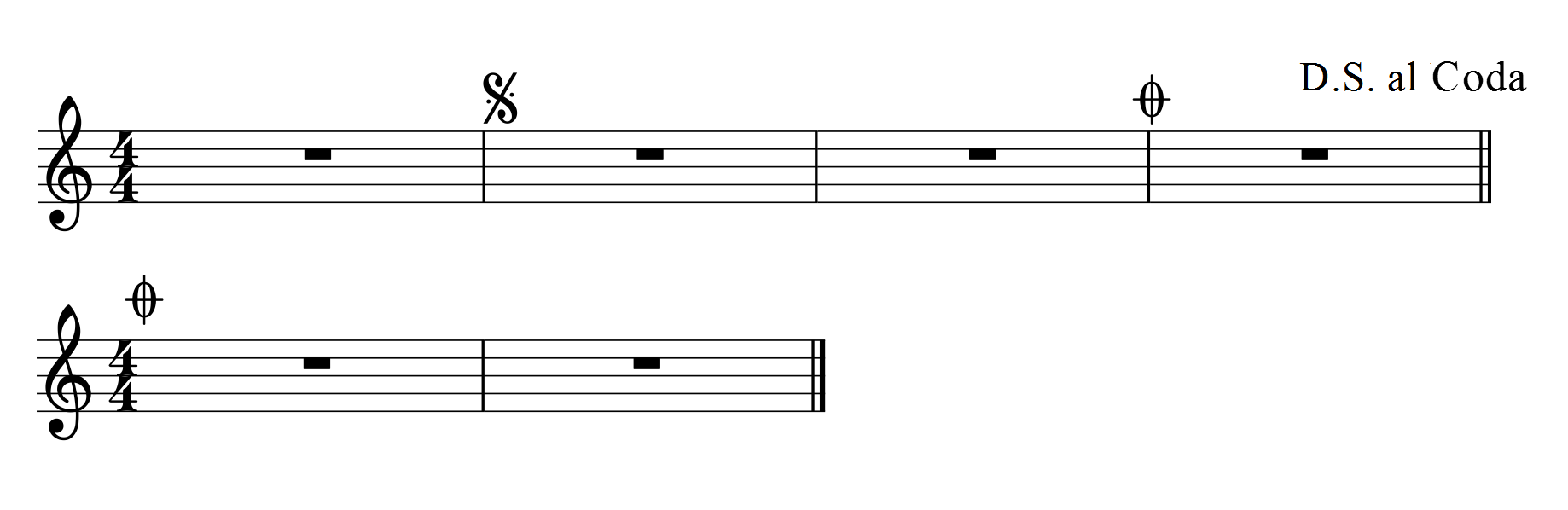
Figura 4. Dal Segno al Coda. La interpretación de los seis compases sería en este orden: 1-2-3-4-2-3-5-6.

En los anteriores ejemplos el fragmento que va desde la segunda coda hasta el final a menudo es denominado la «coda» de la pieza o literalmente «final», asumiendo así su segunda acepción como parte o sección de una composición musical.